# Grammar school
Grammar school är en skoltyp som förekommer i vissa engelsktalande länder och bildades från 1500-talet och framåt. Ursprungligen var avsikten att lära eleverna grammatik i ett eller två europeiska språk, därav namnet; det ena språket var vanligen latin. Motsvarigheten i Sverige vid denna tid var trivialskolan.  Numera är det en skolform som förbereder för högre utbildning med en läroplan i linje med andra skolor med samma målsättning. 
I Storbritannien är grammar schools offentliga skolor som tar emot studieintresserade elever och är närmast jämförbara med de läroverk som tidigare fanns i Sverige. Från 1960-talet ersattes dessa skolor i allmänhet med comprehensive schools, som inte har något urvalsförfarande och erbjuder såväl studieförberedande som praktisk utbildning. Grammar schools finns dock kvar i några enstaka engelska skoldistrikt samt i Nordirland. 

### Fotnoter
1. ↑  Hans Högman. och Storbritannien ”Skolsystemen i USA och Storbritannien”. Hasses hemsida. http://www.hhogman.se/skolhistoria.htm#USA och Storbritannien. Läst 16 juni 2016.